# Epiphragma
Epiphragma är ett släkte av tvåvingar som beskrevs av Osten Sacken 1860. Epiphragma ingår i familjen småharkrankar.

## Bildgalleri

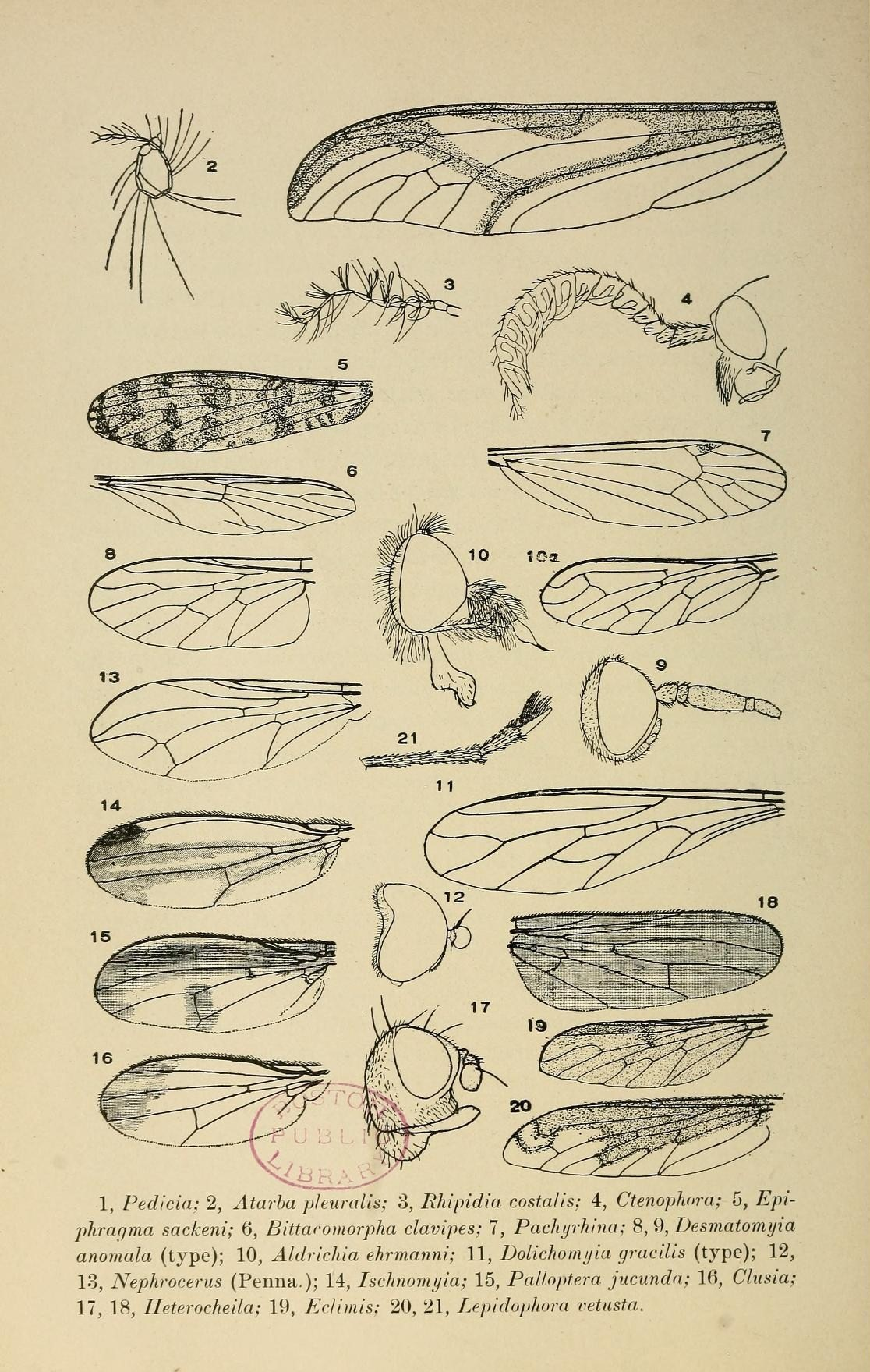
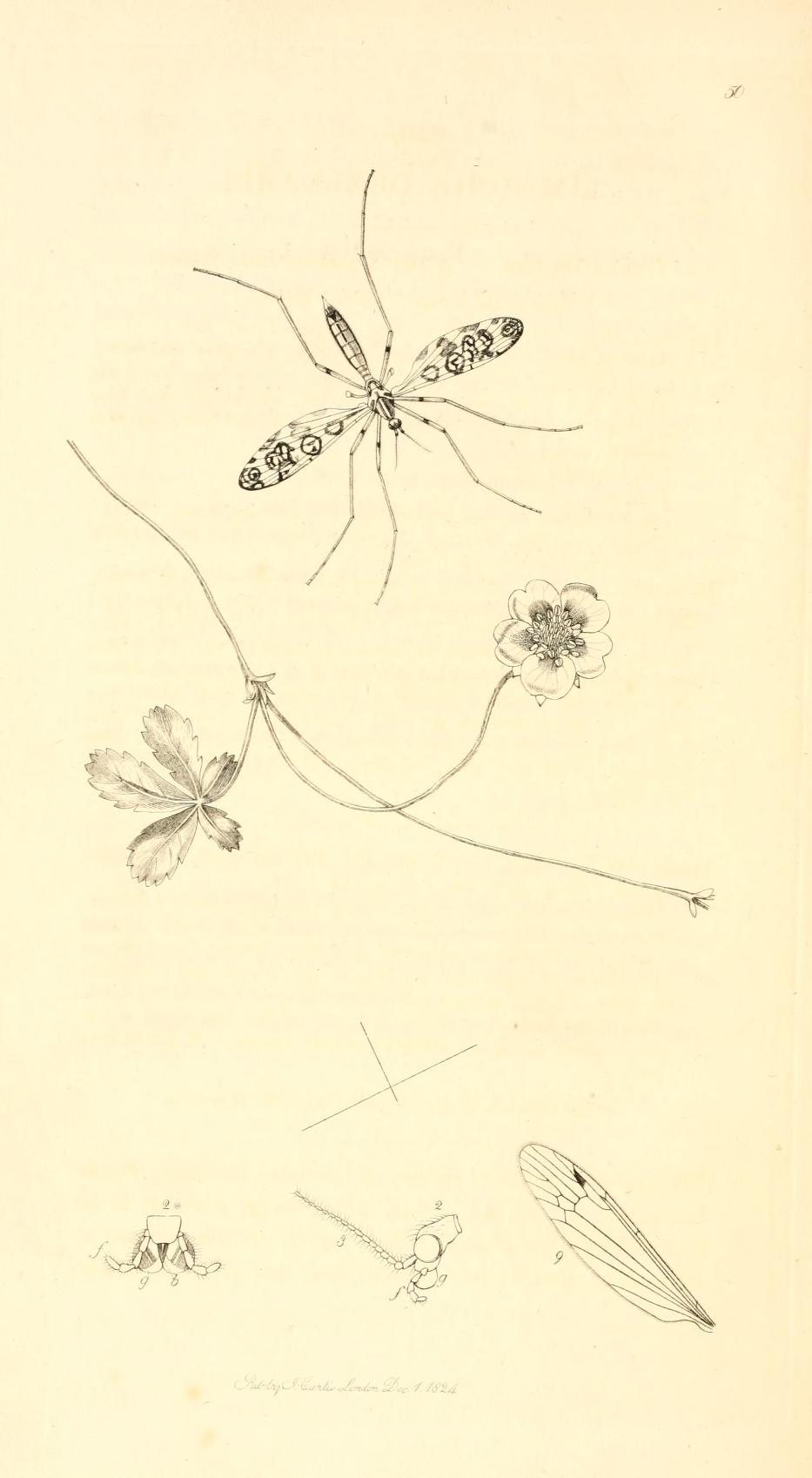
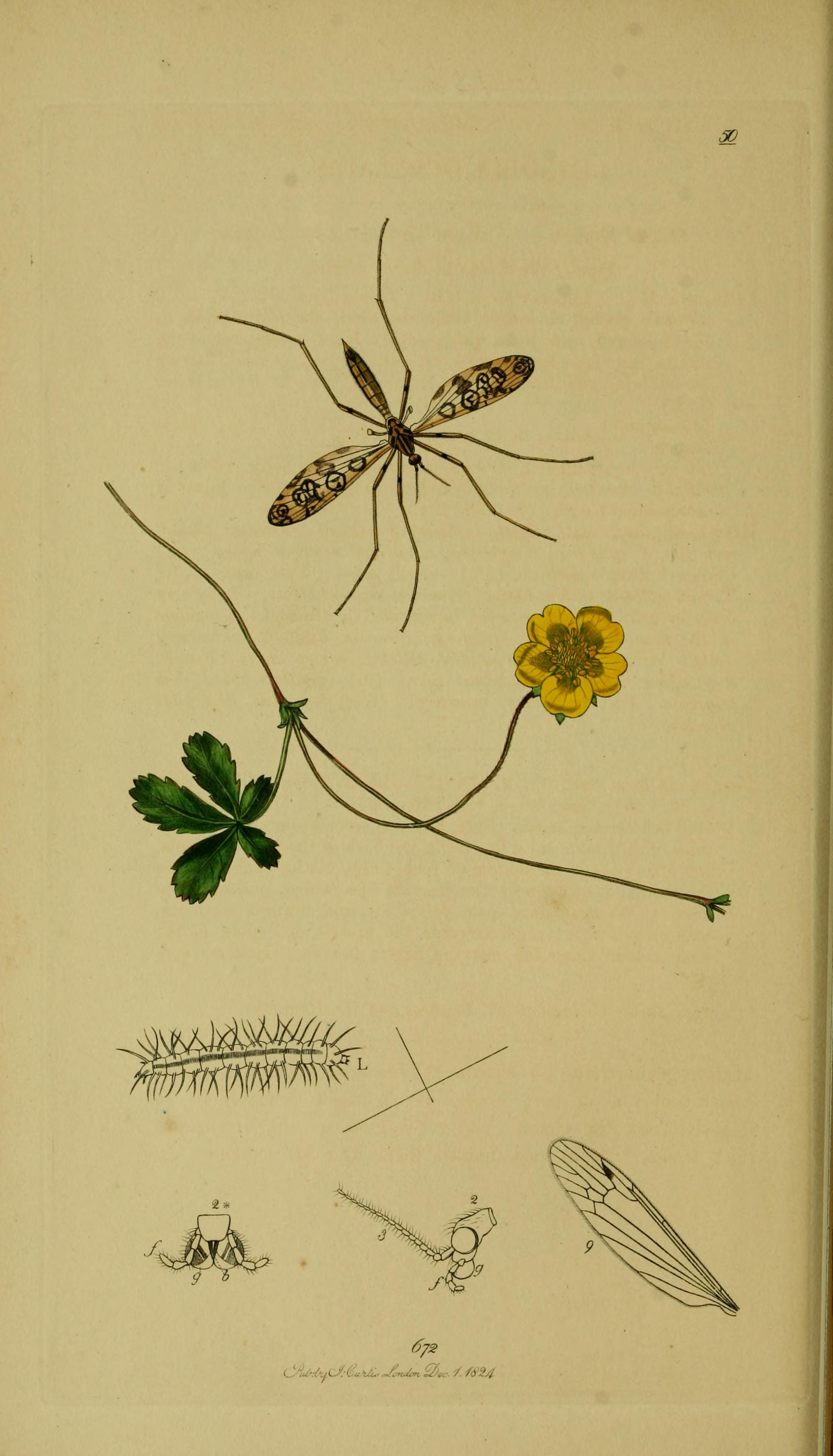
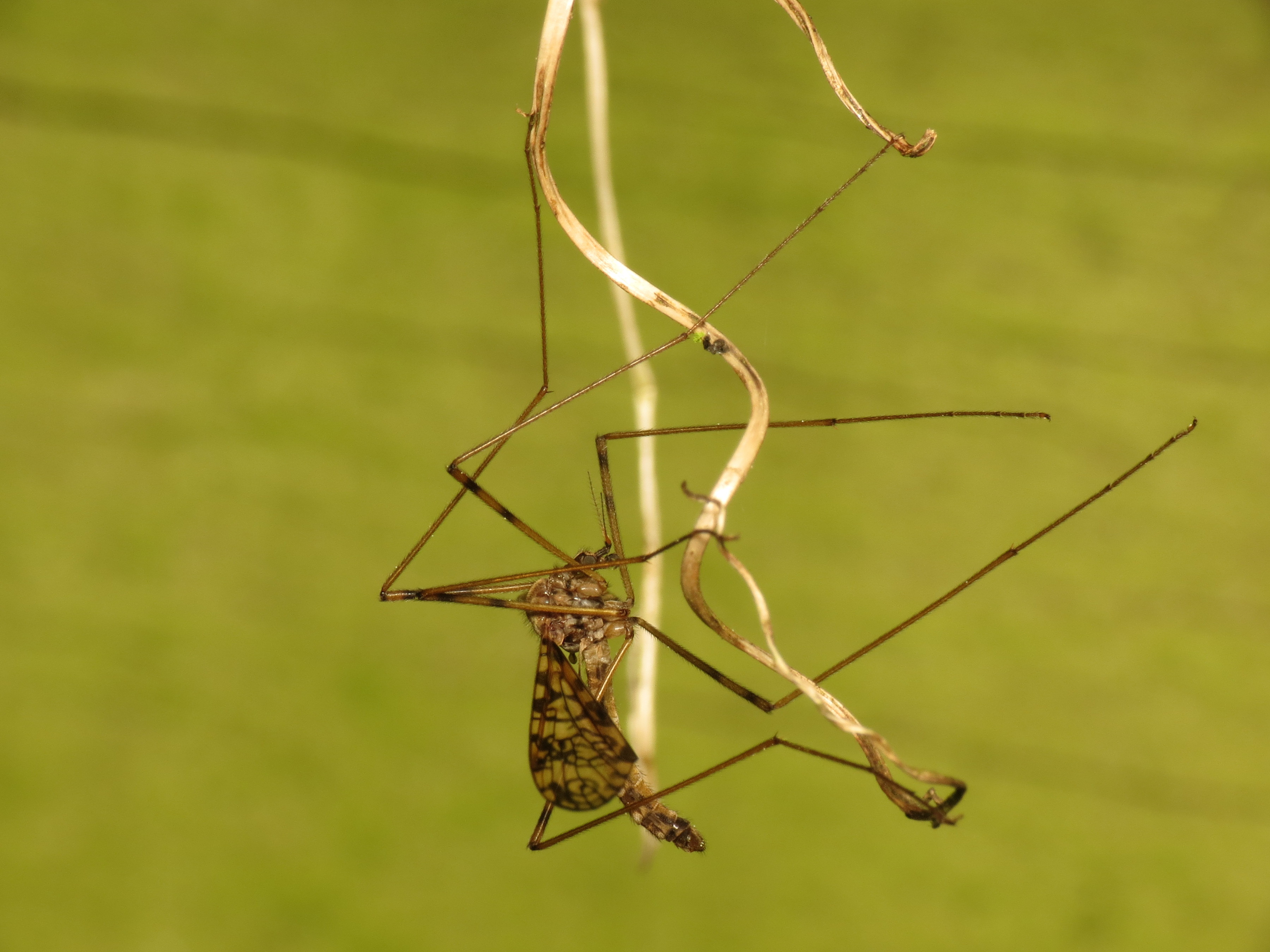
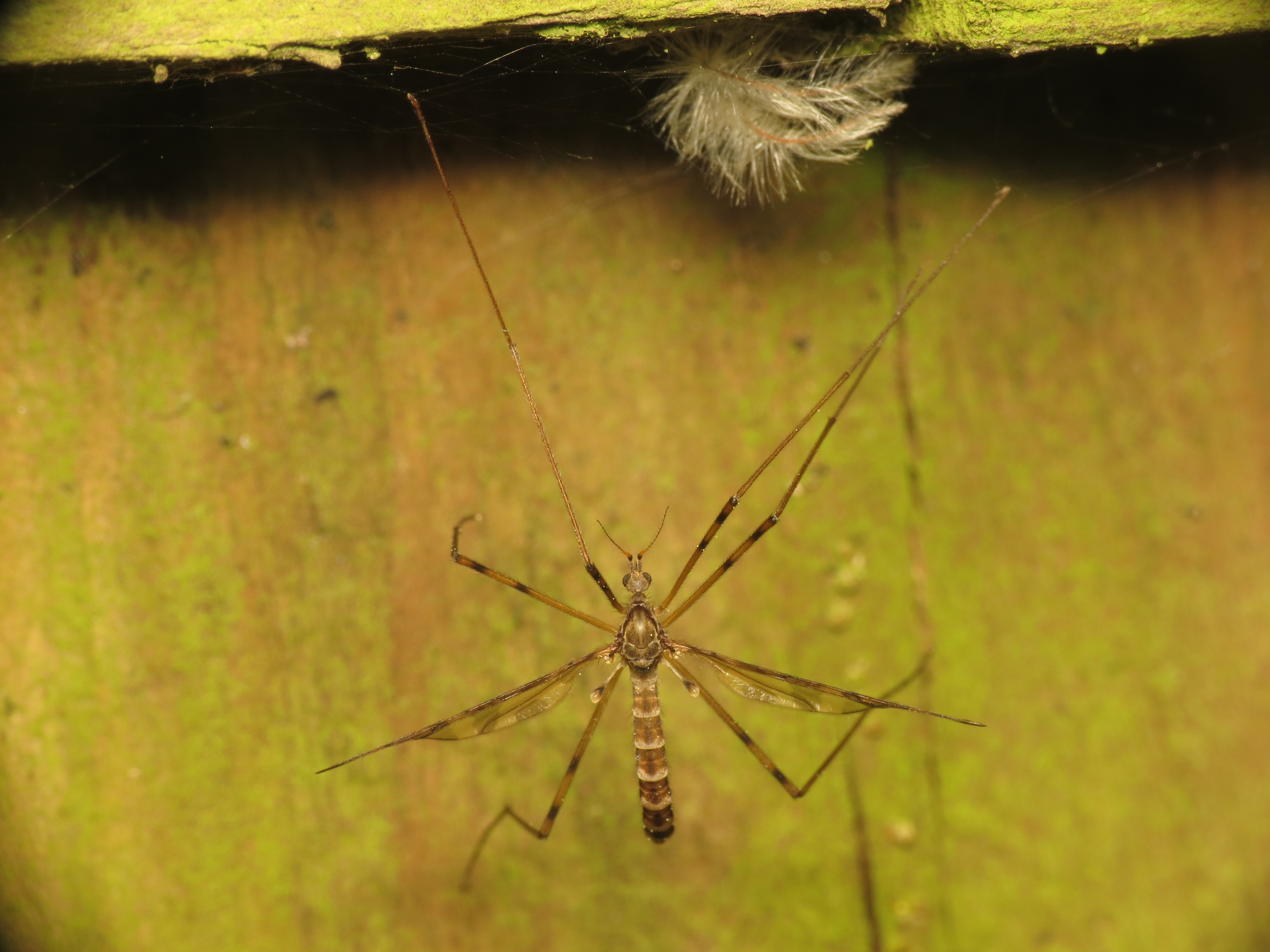
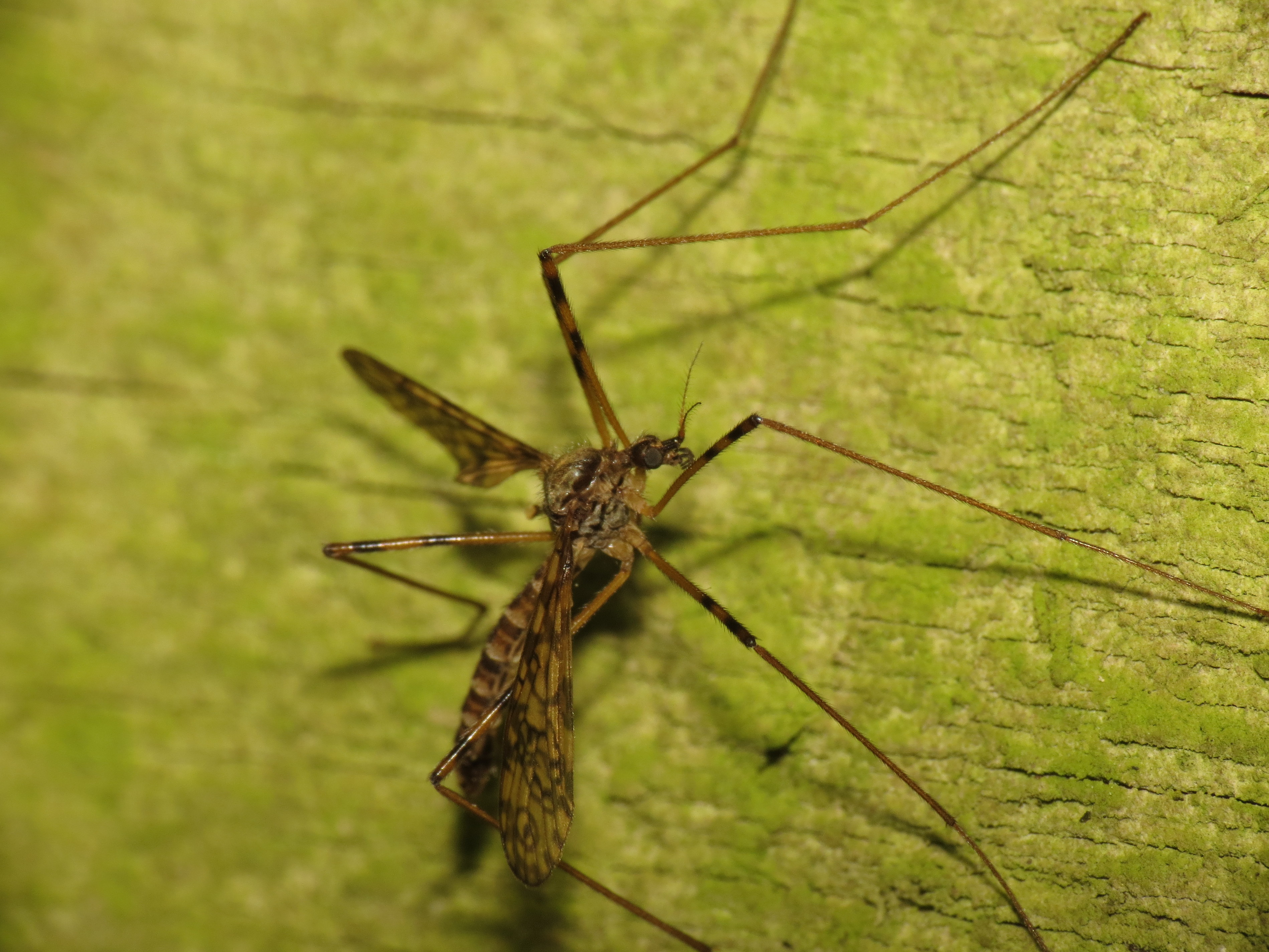

## Dottertaxa tillEpiphragma, i alfabetisk ordning[1][2]
- Epiphragma adoxum
- Epiphragma adspersum
- Epiphragma amphileucum
- Epiphragma angusticrenulum
- Epiphragma annulicorne
- Epiphragma apoense
- Epiphragma arizonense
- Epiphragma atroterminatum
- Epiphragma auricosta
- Epiphragma bakeri
- Epiphragma bicinctiferum
- Epiphragma binigrocinctum
- Epiphragma buscki
- Epiphragma caligatum
- Epiphragma caninotum
- Epiphragma caribicum
- Epiphragma celator
- Epiphragma chionopezum
- Epiphragma cinereinotum
- Epiphragma circinatum
- Epiphragma claudia
- Epiphragma collessi
- Epiphragma commopterum
- Epiphragma cordillerense
- Epiphragma crenulatum
- Epiphragma cubense
- Epiphragma cynotis
- Epiphragma delectabile
- Epiphragma deliberatum
- Epiphragma delicatulum
- Epiphragma diadema
- Epiphragma distivena
- Epiphragma divisum
- Epiphragma dysaithrium
- Epiphragma dysommatum
- Epiphragma enixoides
- Epiphragma enixum
- Epiphragma evanescens
- Epiphragma fabricii
- Epiphragma farri
- Epiphragma fasciapenne
- Epiphragma felix
- Epiphragma filiforme
- Epiphragma flavosternatum
- Epiphragma fulvinotum
- Epiphragma fuscinotum
- Epiphragma fuscodiscale
- Epiphragma fuscofasciatum
- Epiphragma fuscosternatum
- Epiphragma fuscoterminale
- Epiphragma gaigei
- Epiphragma garrigoui
- Epiphragma genuale
- Epiphragma gloriolum
- Epiphragma gracilicorne
- Epiphragma griseicapillum
- Epiphragma hardyi
- Epiphragma hastatum
- Epiphragma hebridense
- Epiphragma hirtistylatum
- Epiphragma histrio
- Epiphragma howense
- Epiphragma illingworthi
- Epiphragma imitans
- Epiphragma immaculipes
- Epiphragma inaequicinctum
- Epiphragma incisurale
- Epiphragma infractum
- Epiphragma inornatipes
- Epiphragma insigne
- Epiphragma insperatum
- Epiphragma interspersum
- Epiphragma joculator
- Epiphragma juquicola
- Epiphragma jurator
- Epiphragma kempi
- Epiphragma kerberti
- Epiphragma klossi
- Epiphragma latitergatum
- Epiphragma lipophleps
- Epiphragma melaxanthum
- Epiphragma mephistophelicum
- Epiphragma meridionalis
- Epiphragma minahassanum
- Epiphragma mithras
- Epiphragma multiplex
- Epiphragma muscicola
- Epiphragma nebulosum
- Epiphragma nephele
- Epiphragma nigripleuralis
- Epiphragma nigroplagiatum
- Epiphragma nigrotibiatum
- Epiphragma nymphicum
- Epiphragma ocellare
- Epiphragma ochrinotum
- Epiphragma oreonympha
- Epiphragma ornatipenne
- Epiphragma oxyphallus
- Epiphragma parvilobum
- Epiphragma parviseta
- Epiphragma pendleburyi
- Epiphragma perideles
- Epiphragma perocellatum
- Epiphragma persanctum
- Epiphragma petalinum
- Epiphragma petulantia
- Epiphragma phaeoxanthum
- Epiphragma punctatissimum
- Epiphragma pupillatum
- Epiphragma retrorsum
- Epiphragma rhododendri
- Epiphragma risorium
- Epiphragma riveranum
- Epiphragma sackeni
- Epiphragma sappho
- Epiphragma schmiederi
- Epiphragma scoptes
- Epiphragma septuosum
- Epiphragma serristyla
- Epiphragma signatum
- Epiphragma solatrix
- Epiphragma staplesi
- Epiphragma subcrenulatum
- Epiphragma subenixum
- Epiphragma subfascipenne
- Epiphragma subinsigne
- Epiphragma subobsoletum
- Epiphragma subsolatrix
- Epiphragma subvicinum
- Epiphragma sultanum
- Epiphragma sybariticum
- Epiphragma terraereginae
- Epiphragma triarmatum
- Epiphragma trichomerum
- Epiphragma varium
- Epiphragma vicinum
- Epiphragma xanthomela